# Индивидуација
Индивидуација је спонтан процес саморазвоја појединца чији је идеални циљ достизање јединствености и целовитости (јединства) личности. Индивидуација је процес диференцирања свих потенцијалних способности јединке и, истовремено, њихова интеграција, помоћу трансцендентне функције, у складну и јединствену личност.

## Аналитичка психологија
Према Јунговој теорији, индивидуација је процес психолошке интеграције. "У принципу, то је процес којим се индивидуална бића формирају и диференцирају [од других људи], а посебно је развој психолошке појединости као бића која се разликује од опште, колективне психологије".